# مصفاة كربلاء
مصفى كربلاء النفطي هي مصفاة للنفط الخام، تقع على بعد 40 كيلومتراً من مركز مدينة كربلاء. وضع الحجر الأساس لها عام 2014، وبكلفة إنشاء بلغت ستة مليارات و500 مليون دولار وقام بأعمال البناء تحالف شركات كورية برئاسة هونداي. تُقدّر مساحتها 6 ملايين متر مربع، وبطاقة تكرير 140 ألف برميل. وهو أول مصفى في العراق بمواصفات يورو 5 الصديقة للبيئة. ويزود بالنفط بأنبوب من البصرة.
وتنتج المصفاة 9 ملايين ليتر من الوقود في اليوم. من بين المنتجات، مادة البنزين بنقاوة تصل إلى 95 أوكتان، فضلاً عن مشتقات نفطية أخرى. وتنتج المصفاة 4 ملايين ليتر" من زيت الوقود، و3 ملايين ليتر من النفط الأبيض، فضلاً عن 1000 طن باليوم من الأسفلت، كما يبلغ انتاج غاز الطبخ 750 طنا يومياً، والكبريت الصُلب 360 طنا باليوم، أما الوقود الثقيل فيبلغ 8 ملايين ليتر باليوم.
ويزود المصفى بالماء من طويرج بواسطة مضخة نهرية ويحتوى على أربع وحدات تنتج 200 ميغا واط من الكهرباء لتغطية احتياجه.

## تشغيل تجريبي
في يوم 25 أيلول سنة 2022، أعلن وزير النفط إحسان إسماعيل عن «البدء بعمليات ضخ النفط الخام لمصفاة كربلاء النفطية ايذاناً بالمباشرة بالتشغيل التجريبي للوحدات الانتاجية».